# Mascara (distrito)
Mascara é um distrito localizado na província de Mascara, Argélia, e cuja capital é a cidade de mesmo nome. A população total do distrito era de 108 587 habitantes, em 2008.[carece de fontes?]

## Comunas
O distrito consiste de apenas uma comuna:
- Mascara